# Mikhail Pavlovitj af Rusland
Mikhail Pavlovitj af Rusland (russisk: Михаи́л Па́влович) (8. februar 1798 – 9. september 1849) var en russisk storfyrste, der var søn af Paul 1. af Rusland og Sophie Marie Dorothea af Württemberg.
Mikhailovskijpaladset i Sankt Petersborg blev bygged af den italienske arkitekt Carlo Rossi for Storfyrst Mikhail i årene 1819-1825. Paladset rummer i dag Det Russiske Museum.
Storfyrst Mikhail giftede sig i Sankt Petersborg i 1824 med Charlotte af Württemberg (1807-1873), der som storfyrstinde antog navnet Helena Pavlovna.
Storfyrst Mikhail døde 51 år gammel i Warszawa i 1849.